# Zhengitettix binduseni
Zhengitettix binduseni — вид прямокрилих комах родини тетригід (Tetrigidae). Описаний у 2024 році.

## Поширення
Ендемік Таїланду. Відомий лише у типовому місцезнаходженні — околиці водоспаду Фадаенг на схилах гори Кхао Крачом у провінції Ратчабурі.

## Опис
Цей вид легко відрізнити від інших представників цього роду за більшим розміром тіла, загостренням верхівки між очима, помітно вужчою до кінця, тонкими та довгими колючками нижньої частини бічної частки переднеспинки, які у самців трохи спрямовані вгору, і майже прямий у самиці, а підгенітальна пластинка самиця має форму з неглибокими поперечними складками.